# Diskografie Petea Townshenda
Toto je sólová diskografie britského rockového hudebníka Petea Townshenda. Pro jeho práci s The Who vizte článek Diskografie The Who.

## Studiová alba
| Rok  | Album                                       |
| ---- | ------------------------------------------- |
| 1970 | Happy Birthday                              |
| 1972 | I Am                                        |
| 1972 | Who Came First                              |
| 1976 | With Love                                   |
| 1977 | Rough Mix                                   |
| 1980 | Empty Glass                                 |
| 1982 | All the Best Cowboys Have Chinese Eyes      |
| 1985 | White City: A Novel                         |
| 1989 | The Iron Man: The Musical by Pete Townshend |
| 1993 | Psychoderelict                              |
| 2001 | Jai Baba                                    |
| 2001 | O' Parvardigar                              |
| 2015 | Classic Quadrophenia                        |

## Koncertní alba
| Rok  | Album                           |
| ---- | ------------------------------- |
| 1986 | Deep End Live!                  |
| 1999 | A Benefit for Maryville Academy |
| 2000 | Live: Sadler's Wells            |
| 2000 | Live: The Empire                |
| 2000 | Live: The Fillmore              |
| 2001 | Live: La Jolla 22/06/01         |
| 2001 | Live: La Jolla 23/06/01         |
| 2001 | The Oceanic Concerts            |
| 2003 | Live: Bam 1993                  |
| 2004 | Live: Brixton Academy '85       |

## Kompilační alba
| Rok  | Album                                    |
| ---- | ---------------------------------------- |
| 1983 | Scoop                                    |
| 1987 | Another Scoop                            |
| 1994 | Scoop 3                                  |
| 1995 | Scooped                                  |
| 1996 | The Best of Pete Townshend               |
| 2000 | Lifehouse Chronicles                     |
| 2000 | Lifehouse Elements                       |
| 2005 | Anthology                                |
| 2015 | Truancy: The Very Best of Pete Townshend |

## Singly
| Rok                                  | Název                       | Umístění v hitparádách | Umístění v hitparádách |
| Rok                                  | Název                       | UK                     | US                     |
| ------------------------------------ | --------------------------- | ---------------------- | ---------------------- |
| 1980                                 | „Rough Boys“                | 39                     | 89                     |
| 1980                                 | „Let My Love Open the Door“ | 46                     | 9                      |
| 1980                                 | „A Little Is Enough“        | —                      | 72                     |
| 1980                                 | „Keep On Working“           | —                      | —                      |
| 1982                                 | „Face Dances, Pt. 2“        | —                      | 105                    |
| 1982                                 | „Uniforms (Corps d'Esprit)“ | 48                     | —                      |
| 1985                                 | „Face the Face“             | 89                     | 26                     |
| 1985                                 | „Give Blood“                | —                      | —                      |
| 1986                                 | „Secondhand Love“           | —                      | —                      |
| 1986                                 | „Barefootin'“               | —                      | —                      |
| 1989                                 | „A Friend Is A Friend“      | —                      | —                      |
| 1989                                 | „I Won't Run Anymore“       | —                      | —                      |
| 1993                                 | „English Boy“               | —                      | —                      |
| 1993                                 | „I Believe My Own Eyes“     | —                      | —                      |
| 1993                                 | „Don't Try To Make Me Real“ | —                      | —                      |
| "—" značí, že se nahrávka neumístila |                             |                        |                        |